# Дешерд (Теннессі)
Дешерд (англ. Decherd) — місто (англ. city) в США, в окрузі Франклін штату Теннессі. Населення — 2379 осіб (2020).

## Географія
Дешерд розташований за координатами 35°12′57″ пн. ш. 86°4′29″ зх. д. / 35.21583° пн. ш. 86.07472° зх. д. (35.215851, -86.074705).  За даними Бюро перепису населення США в 2010 році місто мало площу 12,31 км², з яких 12,29 км² — суходіл та 0,02 км² — водойми.

## Демографія
Згідно з переписом 2010 року, у місті мешкала 2361 особа в 977 домогосподарствах у складі 644 родин. Густота населення становила 192 особи/км².  Було 1088 помешкань (88/км²).
Расовий склад населення:
| - 82,4 % — білих - 11,8 % — чорних або афроамериканців - 0,6 % — корінних американців - 0,3 % — азіатів - 0,2 % — вихідців з тихоокеанських островів - 2,1 % — осіб інших рас |

До двох чи більше рас належало 2,6 %. Частка іспаномовних становила 3,4 % від усіх жителів.
За віковим діапазоном населення розподілялося таким чином: 24,7 % — особи молодші 18 років, 58,6 % — особи у віці 18—64 років, 16,7 % — особи у віці 65 років та старші. Медіана віку мешканця становила 38,4 року. На 100 осіб жіночої статі у місті припадало 87,7 чоловіків;  на 100 жінок у віці від 18 років та старших — 83,1 чоловіків також старших 18 років.
Середній дохід на одне домашнє господарство  становив 46 048 доларів США (медіана — 32 629), а середній дохід на одну сім'ю — 43 232 долари (медіана — 40 208). Медіана доходів становила 35 057 доларів для чоловіків та 23 333 долари для жінок. За межею бідності перебувало 25,8 % осіб, у тому числі 40,6 % дітей у віці до 18 років та 8,6 % осіб у віці 65 років та старших.
Цивільне працевлаштоване населення становило 986 осіб. Основні галузі зайнятості: освіта, охорона здоров'я та соціальна допомога — 21,7 %, виробництво — 20,5 %, роздрібна торгівля — 19,6 %.